# 유르트

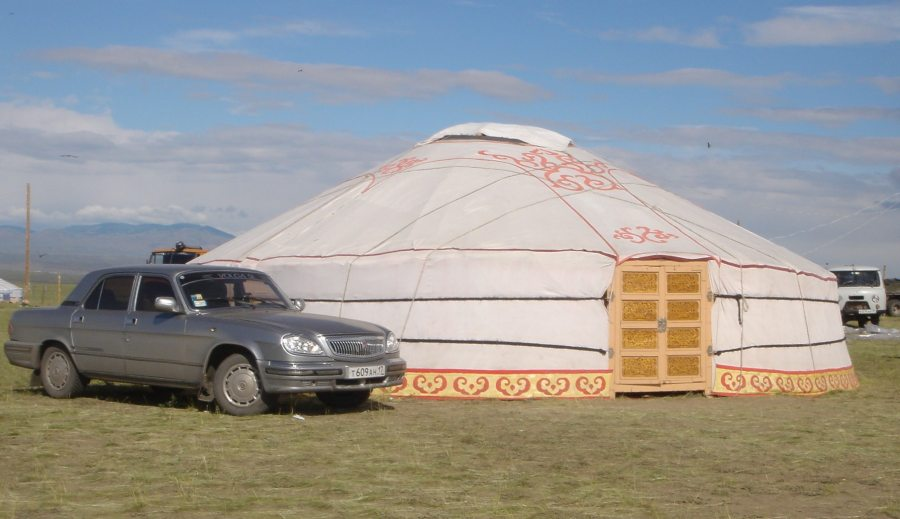
몽골의 유르트

유르트(튀르키예어: yurt)란 중앙아시아의 유목민들이 쓰는 이동 가능한 주거 형태이다. 파키스탄과 몽골에서는 게르(아랍어: گھر)라고 부른다. 본래 유목민들은 유르트에서 살아왔으나, 현재는 정착생활을 하면서 보조 집으로 사용하는 경우가 많아졌다.

## 어원
유르트의 어원은 원래 투르크 어족의 "고향"을 의미하는 단어에서 기원했으며 실제로는 거주지의 뜻을 내포하고 있어 다른 언어에서는 텐트의 형태를 한 구조를 지칭하는 말로 쓰이고 있다. 러시아에는 유르트를 유르타(러시아어: юрта)라고 부른다. 러시아어에서 영어로 전해져서 기본적으로 유목민 집단을 지칭하는 말이나 캠핑을 할 때 쓰는 말이 되기도 하였다.
카자흐스탄이나 위구르 족은 이런 구조를 펠트 천으로 만든 집이라는 뜻에서 kiyiz üy라고 부르기도 하는데 펠트 천의 색깔이 회색빛이어서 토착 언어로 회색 집이라고 부르기도 한다고 한다. 파키스탄에서는 한다. 몽골에서도 게르라고 부른다.

## 건축
유르트는 펠트 천으로 덮여 있는 원형의 나무 구조로 만든다. 펠트 천은 목축민들이 데리고 다니는 양들의 털로 만드는데 목재는 바로 구하기가 상당히 어려워서 계곡 아래에 있는 곳에서 찾아온다거나 사서 만든다. 못 없이 끈만으로도 만들 수 있다.
구조를 보면 하나 이상의 벽 부분으로 틀을 잡고 문 모양과 지붕 모양을 만든다. 그 모양은 왕관과 비슷하기도 하다. 어떤 경우에는 맨 위 지붕을 지탱하기 위해서 하나 이상의 기둥이 드는데 지탱하고 있는 나무에 펠트 천을 덮어 놓기도 한다. 전통적으로 캔버스 천이나 차양을 이용하여 만들기도 하였는데 나무로 기둥을 해서 함께 묶어야 하기 때문에 줄이나 리본을 해서 크게 엮는다. 그 구조안에 내부의 나무 기둥 따위가 묶여져 있으며 천의 무게를 견디도록 하기 위해서 지붕 중앙으로 엮는 것이 보통이다. 그 형태는 지역에 따라 조금씩 차이가 나기도 해서 크기나 유르트의 무게도 다르고 지붕이 구부러지는 정도가 달라서 아예 직각으로 만드는 경우도 있다.
유르트의 형태와 설치 방법은 고대 투르크 민족에서 기원했고 현대까지 거의 바뀌지 않고 전해져 오고 있다. 유르트 위쪽 창문은 튠둑(Tundok)으로, 나무를 둘러서 만든다. 유르트의 위쪽 부분을 지지하는 나무 뼈대는 우우크(Uuk)라고 부르며 몸통 역할을 하는 나무들은 케레게(Kerege)라고 부른다. 뼈대가 완성되면 펠트 천으로 만들어진 치이(Chiy)라는 발로 유르트 외부를 둘러싼다. 펠트 천을 열고 닫는데에는 바칸(Bakan)이란 도구를 사용하는데, 바칸을 만들 때 집게 부분의 균형을 맞추는데 고도의 기술이 필요해 전문가만이 만들 수 있다.
유르트의 내부는 다섯 개의 공간으로 나누어진다. 가운데에는 화로인 코롬토가 배치되고 왼쪽에는 남성들의 공간인 에르닥이 오른쪽에는 여성들의 공간인 엡치닥이 위치한다. 두이크라고 불리는 화로 뒤쪽에는 이런저런 살림살이들을 쌓아 놓는다. 코롬토와 두이크 사이의 공간은 테르라 불리며 가장 명예로운 자리아다. 그래서 손님이 오면 테르에 앉게 한다.
몽골에서는 여행객을 위한 유르트 내부에 두툼한 이불과 장작 난로가 있어 훈기가 감돈다.  캠프 하우스에 샤워 시설과 수세식 화장실도 갖추고 있어 하룻밤 묵기에 큰 불편함이 없다.

## 상징
나무로 된 유르트의 격자 그 자체가 많은 중앙아시아 국가에서 상징적인 이미지로 통한다. 전통적으로 카자흐스탄 사회에 있어서는 유르트를 버리는 것이 아니라 계속해서 수선하거나 고쳐서 쓰는데 그럴 경우에도 맨 위의 왕관 모양의 상징은 버려서는 안 되었다. 만약 아버지가 죽고 아들이 유르트를 물려받으면 shangrak이라고 하는 이 왕관이 그대로 남고 그 위에 아들의 것을 올려 계속 이어간다. 따라서 어떤 가족의 가계 혈통을 알고 싶다면 지붕 위에 있는 왕관 모양의 것을 세어보면 될 것이다. 왕관 모양의 지붕을 디자인하여 만든 문양이 현재 카자흐스탄의 국기에 그려져 있기도 하다.
유르트 안에는 태양을 상징하는 지붕이 있고 그곳을 통해 태양을 볼 수 있다. 그래서 유르트를 유목민의 우주라고도 한다. 유르트 안에는 유목민들이 사용하는 12년 주기의 달력이 있는데, 이 역시 유목민의 철학이자 정신이다. 유목민에게 유르트는 단지 집이 아닌 자신이 태어나고 죽는 장소, 인생의 모든 일이 일어나는 장소이다.

## 같이 보기
- 키르기스스탄의 국기
- 몽골의 건축
- 이글루
- 테오도리쿠스 영묘
- 텐트
- 티피
- 토속건축